# Complexul Sacalin Zătoane
Complexul Sacalin Zătoane este o arie protejată de interes național ce corespunde categoriei a I-a IUCN (rezervație naturală strictă de tip avifaunistic), situată în județul Tulcea pe teritoriul administrativ al comunei Sfântu Gheorghe.

## Localizare
Aria naturală se află în extremitatea central-estică a județului Tulcea (în partea sudică a Deltei Dunării) aproape de gura de vărsare în Marea Neagră a Brațului Sfântul Gheorghe, pe teritoriul sud-estic al satului Sfântu Gheorghe.

## Descriere
Rezervația naturală cu o suprafață de 21.410 ha. a fost declarată arie protejată prin Legea Nr.5 din 6 martie 2000, publicată în Monitorul Oficial al României, Nr.152 din 12 aprilie 2000 (privind aprobarea Planului de amenajare a teritoriului național - Secțiunea a III-a - zone protejate) și este inclusă în Parcul Național Delta Dunării (rezervație a biosferei) aflat pe lista patrimoniului mondial al UNESCO.

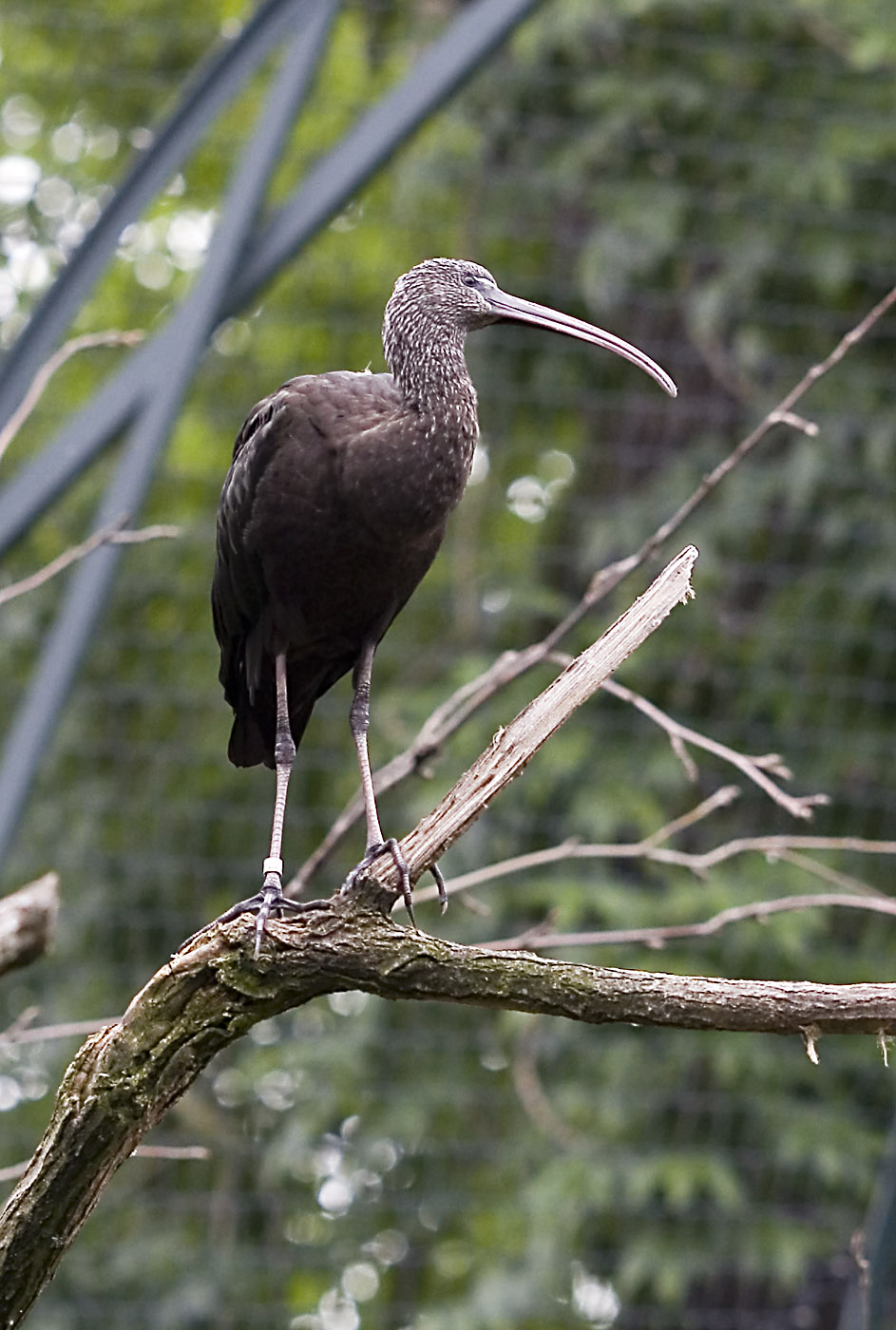
Ţigănuş (Plegadis falcinellus)

Aria naturală reprezintă o zonă nisipoasă (grinduri, dune de nisip, lacuri salmastre, mlaștini nisipoase, bălți, ochiuri de apă) în apropierea gurii de vărsare a unuia din brațele Dunării (Brațului Sfântul Gheorghe) în Marea Neagră. 
Rezervația adăpostește și asigură condiții de cuibărit și hrană pentru mai multe specii de păsări migratoare, de pasaj sau sedentare, dintre care: stârc roșu (Ardea purpurea), stârc galben (Ardeola ralloides), pelican creț (Pelecanus crispus), pelican comun (Pelecanus onocrotalus), lebădă (Cignus cygnus), lopătar (Platalea leucorodia) sau țigănuș (Plegadis falcinellus).